# Bonifatius van Lausanne

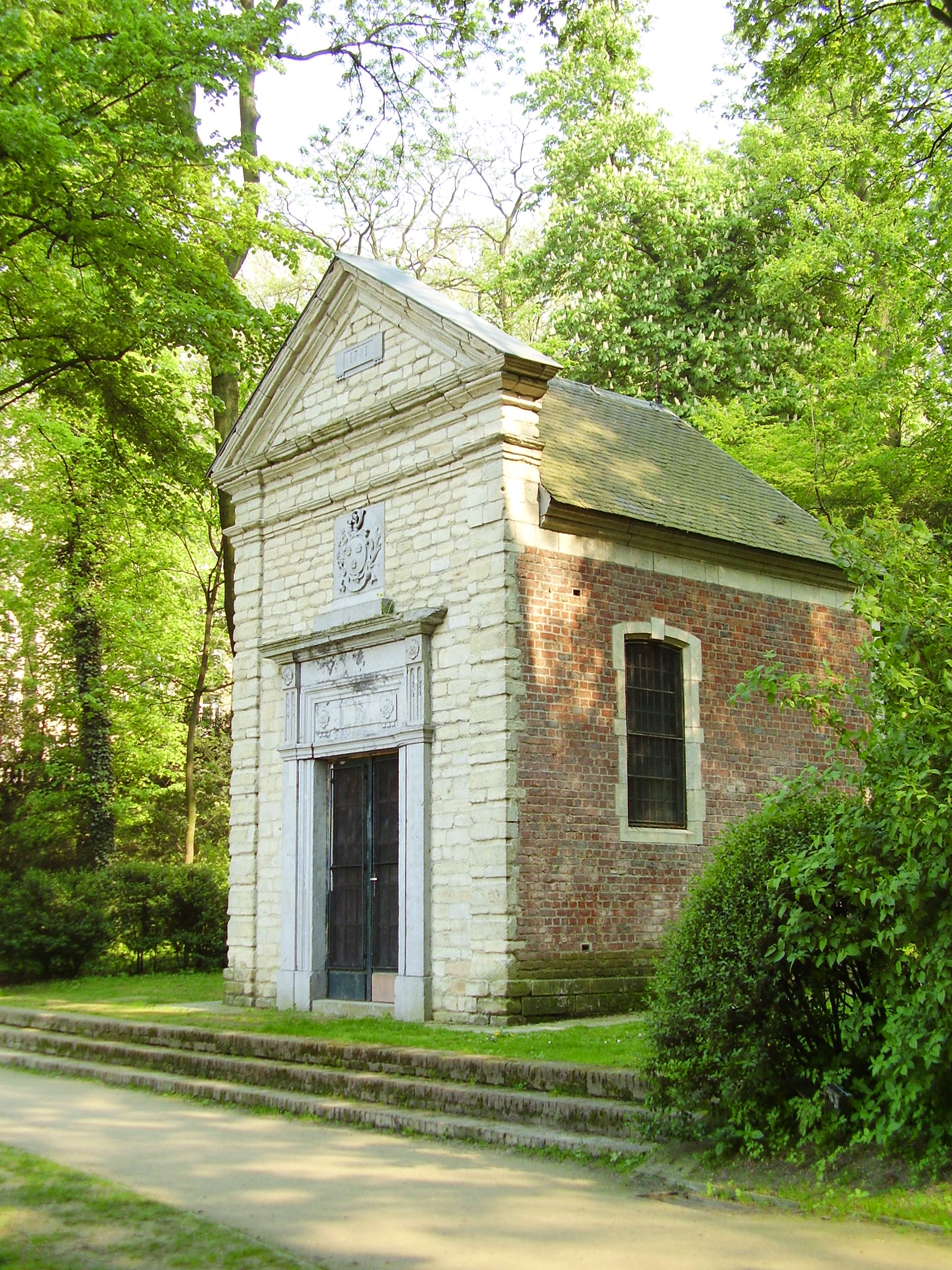
De meermaals verplaatste Bonifatiuskapel in Ter Kameren

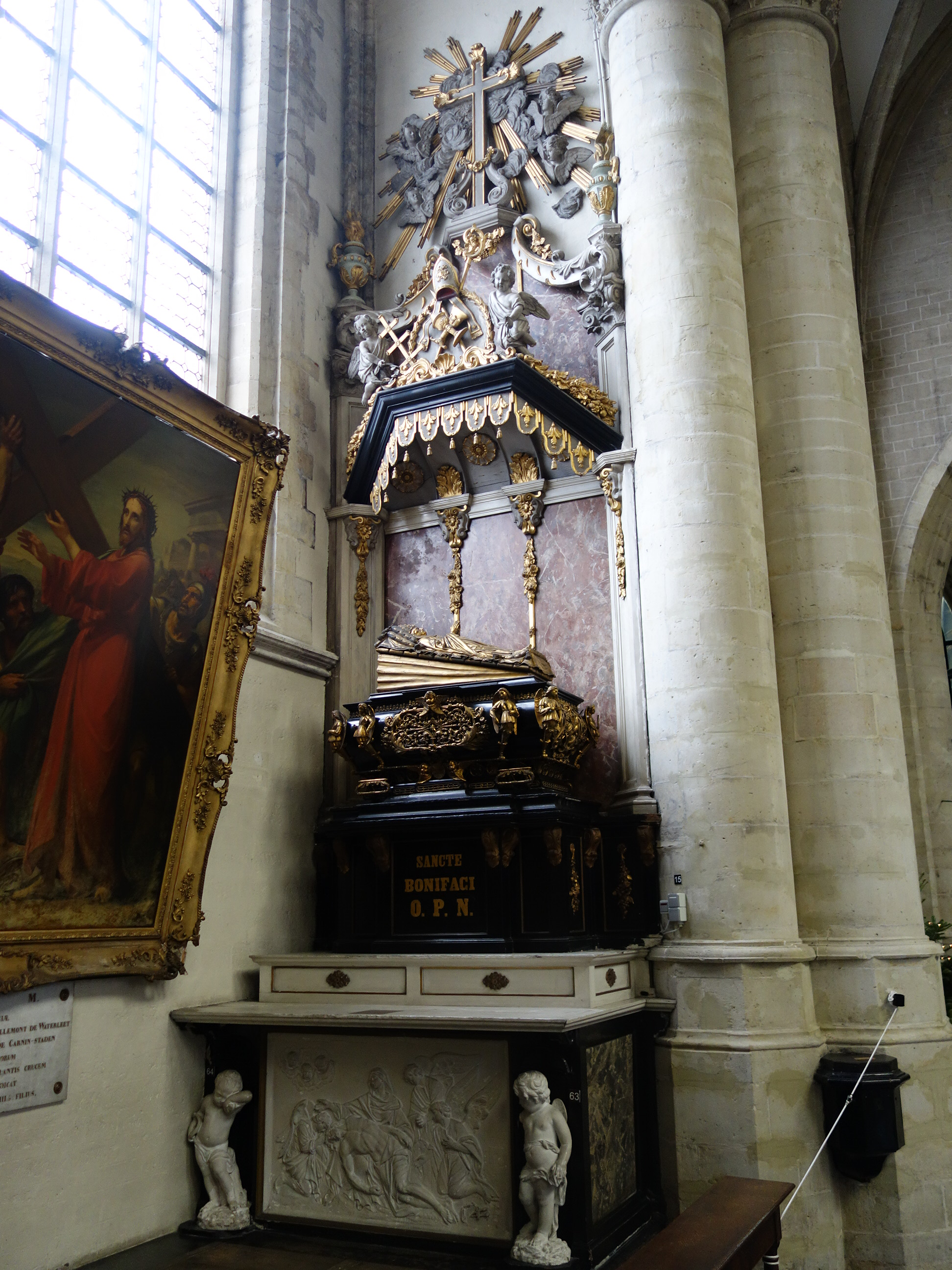
Schrijn van Bonifatius in de Kapellekerk.

De heilige Bonifatius van Brussel of Bonifatius van Lausanne (Brussel, 5 juni 1181 – Elsene, 19 februari 1265) is een Brabantse heilige. Hij kwam uit de adellijke familie Clutinc.

## Levensloop
Bonifatius behoorde tot de hoogste stedelijke adel van Brussel. Zijn familie had een fors steen op de Blindenberg (huidige Kantersteen). Hij genoot een geestelijke opleiding in de Abdij Ter Kameren bij Brussel en studeerde theologie in Parijs. Hij werd daarna kanunnik en deken (1216) van de Sint-Goedelekerk. Van 1222 tot 1229 doceerde hij in Parijs, maar na het carnavaloproer van 1229 vertrok hij naar Keulen. Hij was er twee jaar scholaster. Op 11 maart 1231 werd hij bisschop van Lausanne. De soberheid die hij predikte bracht hem al snel in conflict met het domkapitel en het stadsbestuur. In 1234 was externe bemiddeling nodig.
Bisschop Bonifatius koos partij voor paus Gregorius IX in diens investituurstrijd met keizer Frederik II. Na een aanslag op zijn leven door keizerlijke agenten gaf Bonifatius de bisschopszetel terug, wat ongebruikelijk was. Hij moest hiervoor naar Rome gaan en stevig aandringen, maar uiteindelijk kreeg hij toestemming. In Lausanne leverde hij nog de pauselijke instructies over de verkiezing van zijn opvolger af (geschrift van 15 juli 1239). Hij bleef wel wijbisschop en zegende nog meerdere kerken in de Nederlanden. In 1242 keerde hij terug naar zijn geboortestad. Op uitnodiging van abdis Margriet van Biest vestigde hij zich in de pas gestichte cisterciënzerinnenabdij van Ter Kameren. In 1245 nam hij nog deel aan het Concilie van Lyon, dat de keizer afzette. Mogelijk dateert zijn eigenlijke terugkeer naar Brussel van kort nadien. Hij bleef tot zijn dood in Ter Kameren en werd er begraven in de abdijkerk.

## Verering
Kort na Bonifatius' dood verscheen een vita met zijn wonderdaden. De eigenlijke cultus rond zijn persoon begon pas in de 17e eeuw. Rond 1600 werd zijn graf opengemaakt om zijn relieken in een schrijn te plaatsen. Hij werd in 1603 zalig verklaard en in 1702 heilig. Zijn liturgische feestdag is op zijn sterfdag, 19 februari. Bonifatius wordt aangeroepen tegen koorts.
De verering van Bonifatius is zeer lokaal:
- Zijn relieken liggen in de Kapellekerk, overgebracht uit de abdij van Ter Kameren.
- De abdijkerk van Ter Kameren bezit een barok reliekschrijn. Binnen het domein staat ook een aan hem gewijde kapel.
- In 1849 is de Sint-Bonifatiuskerk van Elsene ingewijd.